# Torneo Internacional de Adelaida
El Torneo Internacional de Adelaida es un nuevo torneo oficial de tenis profesional que se disputa en pista dura en el complejo Memorial Drive Tennis Centre de Adelaida (Australia). El torneo comenzó a disputarse en 2020 y forma parte de los circuitos ATP y WTA. El evento constituye la antesala del primer Grand Slam de la temporada, el Australian Open.

## Historia
La fundación del Brisbane International en 2009 dejó a la ciudad de Adelaida sin ser sede de ningún torneo de la ATP o de la WTA como preparación de cara al Australian Open. Durante 10 años, Adelaida solo fue la sede del World Tennis Challenge, un torneo de exhibición jugado por tenistas ya retirados. Con la programación y multisedes de la ATP Cup se produjo la desaparición de la Hopman Cup y la fusión de otros torneos. Por este motivo quedó suficiente espacio en el calendario para la programación del Adelaide International. En febrero de 2019, el gobierno de South Australia anunció la inversión de $10 millones de dólares para la construcción de un techo retráctil sobre el Memorial Drive Tennis Centre, después de asegurar un convenio por cinco años con Tennis Australia para ser la sede de este nuevo evento y las correspondientes facilidades al mismo. este nuevo torneo internacional es un evento combinado de categoría WTA 500 y ATP 250. Desde el año 2022 se juegan dos torneos debido a la Pandemia de COVID-19. En categoría masculina ambos torneos son ATP 250, mientras que en la femenina el primero fue WTA 500 y el segundo fue WTA 250.

## Palmarés

### Individual masculino
| Año     | Campeón                                  | Subcampeón                               | Resultado                                |
| ------- | ---------------------------------------- | ---------------------------------------- | ---------------------------------------- |
| 2020    | Andrey Rublev                            | Lloyd Harris                             | 6-3, 6-0                                 |
| 2021    | No disputado por la pandemia de COVID-19 | No disputado por la pandemia de COVID-19 | No disputado por la pandemia de COVID-19 |
| 2022 I  | Gaël Monfils                             | Karen Khachanov                          | 6-4, 6-4                                 |
| 2022 II | Thanasi Kokkinakis                       | Arthur Rinderknech                       | 6-7(6), 7-6(5), 6-3                      |
| 2023 I  | Novak Djokovic                           | Sebastian Korda                          | 6-7(8), 7-6(3), 6-4                      |
| 2023 II | Soon-Woo Kwon                            | Roberto Bautista                         | 6-4, 3-6, 7-6(4)                         |
| 2024    | Jiří Lehečka                             | Jack Draper                              | 4-6, 6-4, 6-3                            |
| 2025    | Félix Auger-Aliassime                    | Sebastian Korda                          | 6-3, 3-6, 6-1                            |

### Individual femenino
| Año     | Campeona         | Subcampeona       | Resultado     |
| ------- | ---------------- | ----------------- | ------------- |
| 2020    | Ashleigh Barty   | Dayana Yastremska | 6-2, 7-5      |
| 2021    | Iga Świątek      | Belinda Bencic    | 6-2, 6-2      |
| 2022 I  | Ashleigh Barty   | Elena Rybakina    | 6-3, 6-2      |
| 2022 II | Madison Keys     | Alison Riske      | 6-1, 6-2      |
| 2023 I  | Aryna Sabalenka  | Linda Nosková     | 6-3, 7-6(4)   |
| 2023 II | Belinda Bencic   | Daria Kasátkina   | 6-0, 6-2      |
| 2024    | Jeļena Ostapenko | Daria Kasátkina   | 6-3, 6-2      |
| 2025    | Madison Keys     | Jessica Pegula    | 6-3, 4-6, 6-1 |

### Dobles masculino
| Año     | Campeones                                | Subcampeones                             | Resultado                                |
| ------- | ---------------------------------------- | ---------------------------------------- | ---------------------------------------- |
| 2020    | Máximo González Fabrice Martin           | Ivan Dodig Filip Polášek                 | 7-6(12), 6-3                             |
| 2021    | No disputado por la pandemia de COVID-19 | No disputado por la pandemia de COVID-19 | No disputado por la pandemia de COVID-19 |
| 2022 I  | Ivan Dodig Marcelo Melo                  | Rohan Bopanna Ramkumar Ramanathan        | 7-6(6), 6-1                              |
| 2022 II | Wesley Koolhof Neal Skupski              | Ariel Behar Gonzalo Escobar              | 7-6(5), 6-4                              |
| 2023 I  | Lloyd Glasspool Harri Heliövaara         | Jamie Murray Michael Venus               | 6-3, 7-6(3)                              |
| 2023 II | Marcelo Arévalo Jean-Julien Rojer        | Ivan Dodig Austin Krajicek               | ret.                                     |
| 2024    | Rajeev Ram Joe Salisbury                 | Rohan Bopanna Matthew Ebden              | 7-5, 5-7, [11-9]                         |
| 2025    | Simone Bolelli Andrea Vavassori          | Kevin Krawietz Tim Puetz                 | 4-6, 7-6(4), [11-9]                      |

### Dobles femenino
| Año     | Campeonas                           | Subcampeonas                            | Resultado           |
| ------- | ----------------------------------- | --------------------------------------- | ------------------- |
| 2020    | Nicole Melichar Xu Yifan            | Gabriela Dabrowski Darija Jurak         | 2-6, 7-5, [10-5]    |
| 2021    | Alexa Guarachi Desirae Krawczyk     | Hayley Carter Luisa Stefani             | 6-7(4), 6-4, [10-3] |
| 2022 I  | Ashleigh Barty Storm Sanders        | Darija Jurak Andreja Klepač             | 6-1, 6-4            |
| 2022 II | Eri Hozumi Makoto Ninomiya          | Tereza Martincová Markéta Vondroušová   | 1-6, 7-6(4), [10-7] |
| 2023 I  | Asia Muhammad Taylor Townsend       | Storm Sanders Kateřina Siniaková        | 6-2, 7-6(2)         |
| 2023 II | Luisa Stefani Taylor Townsend       | Anastasia Pavlyuchenkova Elena Rybakina | 7-5, 7-6(3)         |
| 2024    | Beatriz Haddad Maia Taylor Townsend | Caroline Garcia Kristina Mladenovic     | 7-5, 6-3            |
| 2025    | Guo Hanyu Alexandra Panova          | Beatriz Haddad Maia Laura Siegemund     | 7-5, 6-4            |